# Praça Clóvis Beviláqua (Fortaleza)

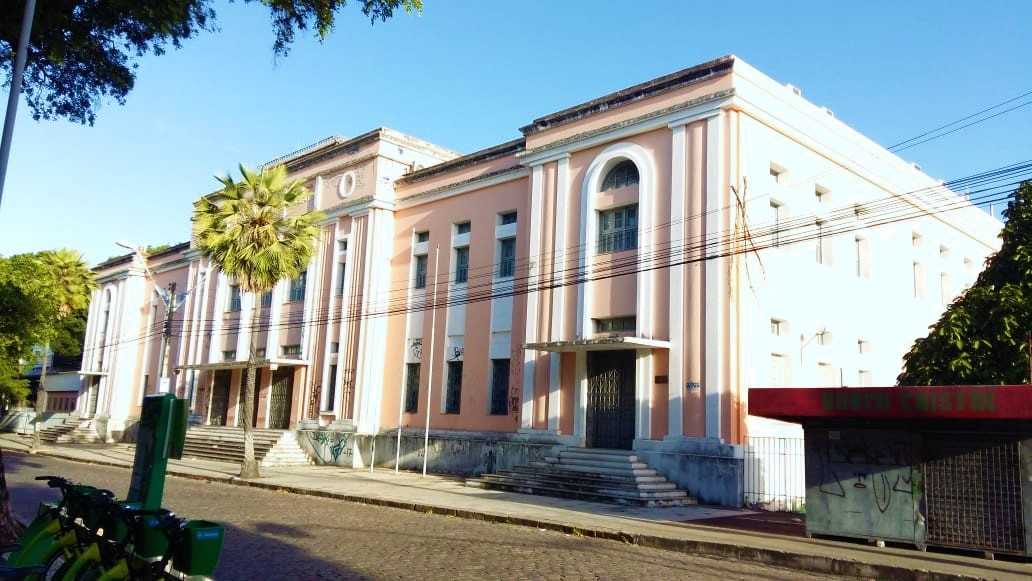
Palácio da Faculdade de Direito do Ceará, uma das edificações da praça.

A Praça Clóvis Beviláqua é um espaço público e histórico da cidade de Fortaleza, município e capital do estado brasileiro do Ceará.

## História
É comum os logradouros públicos receberem várias denominações do final do século XIX e até meados do século XX, assim a praça ora mencionada teve outras denominações, como: praça Pelotas, e praça da bandeira até receber, pelo Decreto Municipal de nº 1649 em 13 de julho de 1959, assinado pelo prefeito Manuel Cordeiro Neto, a denominação de Clóvis Beviláqua por legislação do município de Fortaleza em homenagem ao jurista brasileiro Clóvis Beviláqua, que nasceu no município de Viçosa do Ceará.

## Constituição arquitetônica

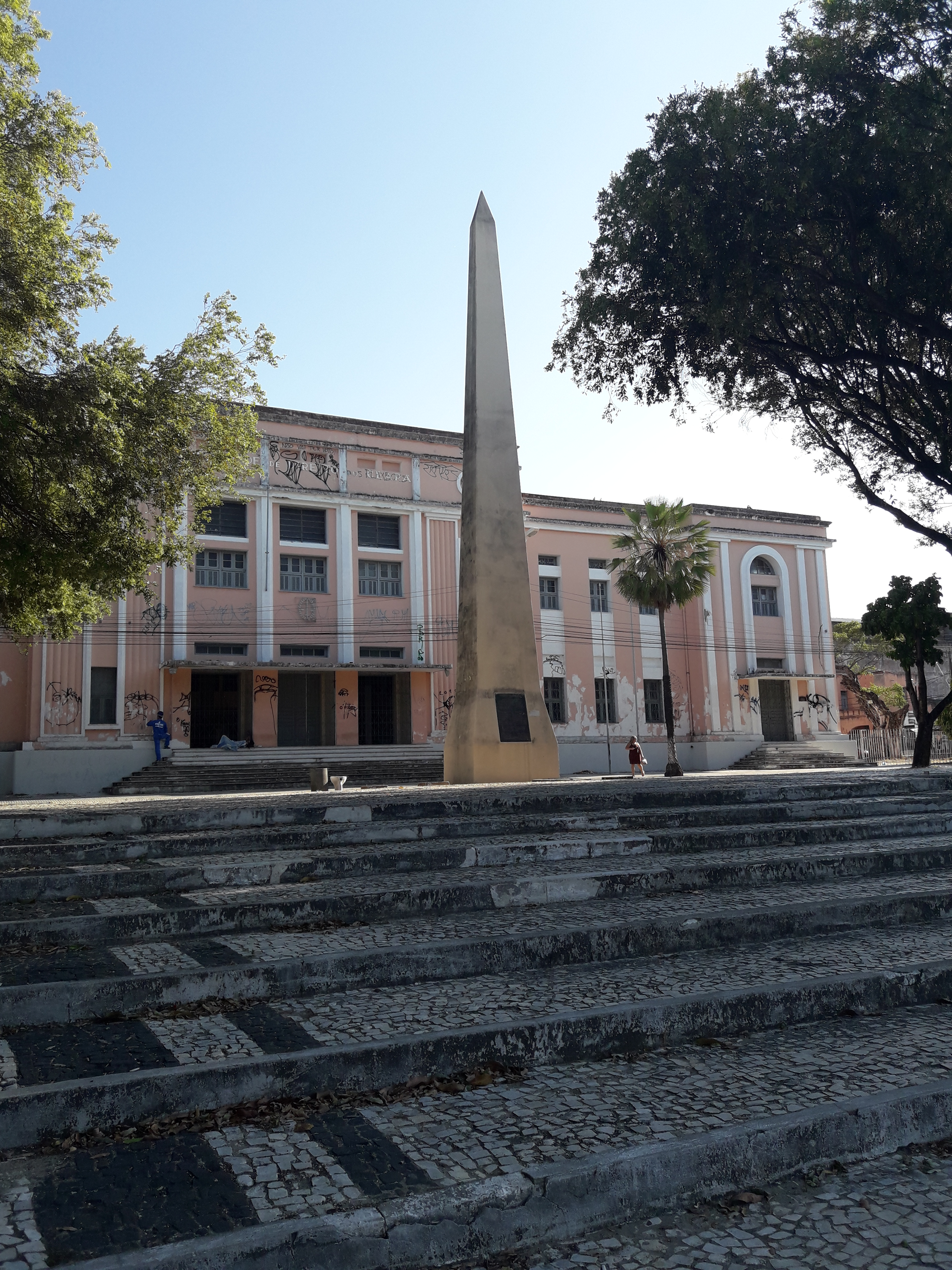
O obelisco do Ceará, uma das composições da arquitetura da praça.

A praça tem um clássico formato arquitetônico, com ajardinamentos, plantas típicas e ornamentais. Edificações em vários estilos arquitetônicos, onde se destaca o palacete da Faculdade de Direito do Ceará  que tem em sua frontaria o Obelisco do Ceará construído em memorial da participação brasileira na vitória dos aliados na Segunda Guerra Mundial; e tem, no meio centro da praça, um monumento com estatua do jurista Clóvis Beviláqua.